# Ceriagrion rubiae
Ceriagrion rubiae – gatunek ważki z rodziny łątkowatych (Coenagrionidae).